# Szoro Biszkek
Szoro Biszkek (kirg. Футбол клубу «Шоро» Бишкек) – kirgiski klub piłkarski, mający siedzibę w stolicy kraju, mieście Biszkek.

## Historia
Chronologia nazw:
- 200?: Szoro Biszkek (ros. «Шоро» Бишкек)

Piłkarski klub Szoro został założony w miejscowości Biszkek przed rokiem 2003 jako farm klub Dordoj Biszkek. W 2003 zespół startował w rozgrywkach Pucharu Kirgistanu, gdzie dotarł do 1/8 finału. Również debiutował w rozgrywkach Wyższej Ligi Kirgistanu. W debiutowym sezonie zajął wysokie 4.miejsce. W sezonie 2004 po 18.kolejce klub zrezygnował z dalszych występów. W następnym 2005 występował w Pierwszej Lidze.

## Sukcesy

### Trofea międzynarodowe
Nie uczestniczył w rozgrywkach azjatyckich (stan na 31-12-2015).

### Trofea krajowe
| \| \| Zdobyte trofea w rozgrywkach Kirgistanu (stan na: 31-12-2015) \| |                                                               |      |            |
| Rozgrywki                                                              | Osiągnięcie                                                   | Razy | Sezon(y)   |
| Mistrzostwo                                                            | I miejsce                                                     | 0    |            |
| Mistrzostwo                                                            | II miejsce                                                    | 0    |            |
| Mistrzostwo                                                            | III miejsce                                                   | 0    |            |
| Mistrzostwo                                                            | 4.miejsce                                                     | 1    | 2003       |
| Puchar                                                                 | zdobywca                                                      | 0    |            |
| Puchar                                                                 | finalista                                                     | 0    |            |
| Puchar                                                                 | 1/8 finału                                                    | 2    | 2003, 2004 |
| II liga                                                                | I miejsce                                                     | ?    |            |
| II liga                                                                | II miejsce                                                    | ?    |            |
| II liga                                                                | III miejsce                                                   | ?    |            |
| Kirgistan                                                              | Zdobyte trofea w rozgrywkach Kirgistanu (stan na: 31-12-2015) |      |            |

## Stadion
Klub rozgrywał swoje mecze domowe na stadionie Spartak w Biszkeku, który może pomieścić 23000 widzów.